# Nació Choctaw d'Oklahoma
La Nació Choctaw d'Oklahoma (comunament coneguda com a Nació Choctaw) les una tribu reconeguda federalment ameríndia amb una àrea jurisdiccional que comprèn dotze districtes tribals. La Nació Choctaw manté una especial relació tant amb els governs dels Estats Units com amb el d'Oklahoma. El 2011, la tribu té 223.279 membres registrats, dels quals 84.670 viuen a l'estat d'Oklahoma. L'àrea jurisdiccional té 28.140 km², on hi viuen un total de 233.126 persones, la majoria no choctaws.
El cap de la Nació Choctaw és Gary Batton. La seu de la Nació Choctaw es troba a Durant (Oklahoma), encara que el Capitoli Choctaw és a Tuskahoma (Oklahoma); actualment és el Museu Choctaw i llar del Sistema de Tribunals del Departament Judicial.
La Nació Choctaw és un de tres tribus reconegudes federalment choctaws tribus; les altres són la Banda Jena d'indis choctaw i la Banda Mississipi d'indis choctaw. Són descendents dels choctaw que van resistir la reubicació forçada a Territori Indi. Els choctaw de Mississipi conserven gran part de la seva cultura a les comunitats petites i s'han reorganitzat com a govern tribal sota les noves lleis després de la Llei de Reorganització Índia de 1934.
Els choctaws que foren traslladats al Territori Indi, un procés que es va perllongar fins al segle xx, són reconeguts pel govern federal com a Nació Choctaw d'Oklahoma. El trasllat fou conegut com el "Camí de les Llàgrimes."

## Geografia
La Nació Choctaw de tribals jurisdiccionals cobreix l'àrea d'Oklahoma de 28.140 km² que abasta vuit comtats sencers i la major part o parts dels cinc comtats del sud-est d'Oklahoma: comtat d'Atoka, la majoria comtat de Bryan, comtat de Choctaw, la majoria del comtat de Coal, comtat de Haskell, la meitat del comtat de Hughes, una part del comtat de Johnston, comtat de Latimer, comtat de Le Flore, comtat de McCurtain, comtat de Pittsburg, una part del comtat de Pontotoc i el comtat de Pushmataha.

## Govern

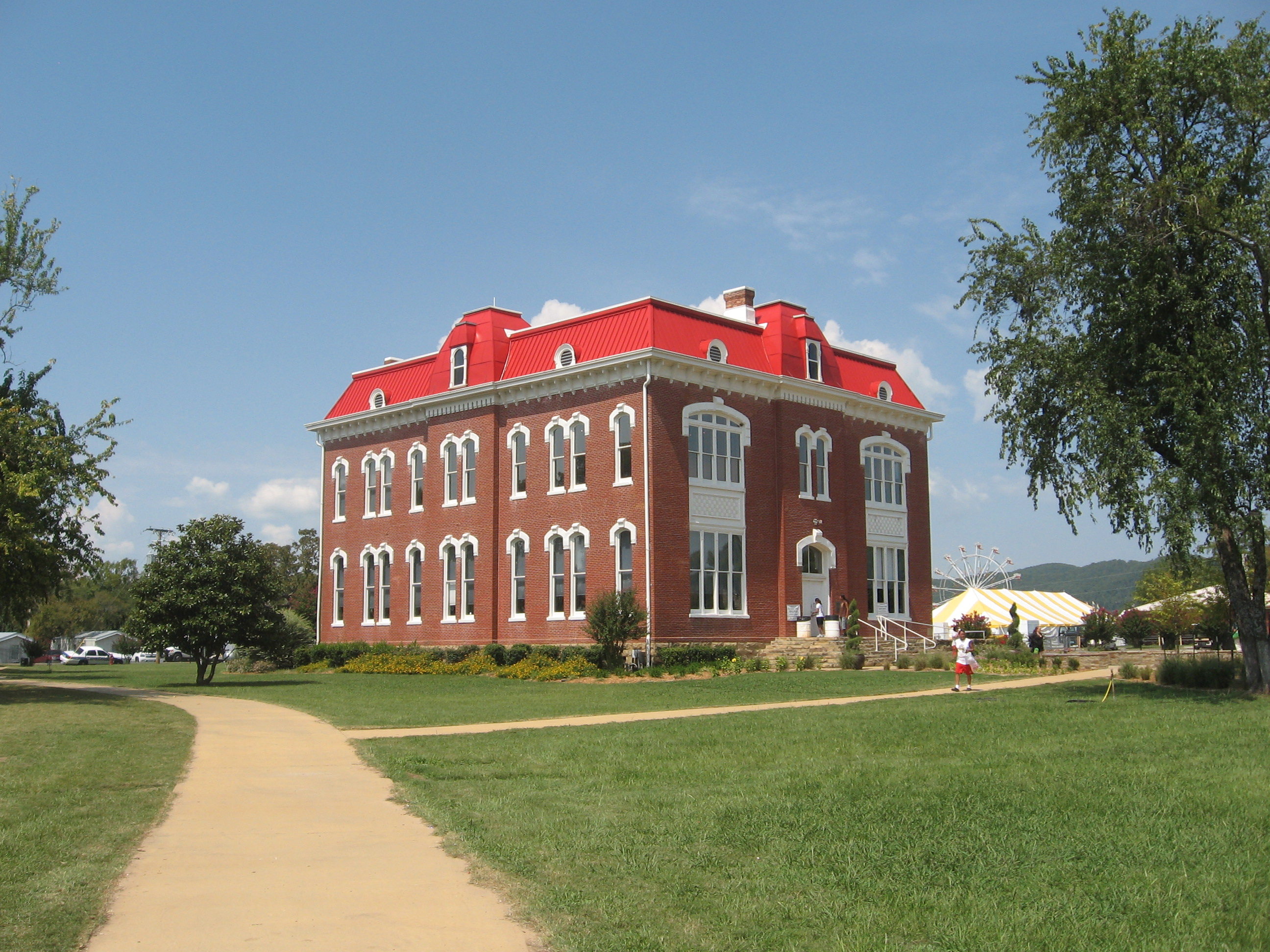
L'històric Capitoli Choctaw a Tuskahoma.

La seu tribal es troba a Durant (Oklahoma), que consisteix en un complex de tres edificis de tres pisos, i diversos edificis d'una planta. El cap actual és Gary Batton i el cap assistent és Jack Austin, Jr.
La tribu és regida per la Constitució de la Nació Choctaw, que fou ratificada per vot popular el 9 de juny de 1984. La Constitució estableix un Executiu, un legislatiu i un poder judicial. El Cap de la tribu Choctaw, elegit cada quatre anys, no és un membre amb vot del Consell Tribal. També són elegits per quatre anys. L'autoritat legislativa de la tribu és exercit pel Consell Tribal, que es compon de dotze membres.

## Economia
L'impacte econòmic tribal anual de la Nació Choctaw era de 822.280.105 dòlars el 2010. La Nació Choctaw dona feina a 8.000 persones, 2.000 d'elles al comtat de Bryan (Oklahoma); La Nació Choctaw és també el major ocupador de Durant. La nòmina del país és d'aproximadament 180 milions de dòlars a l'any, amb uns ingressos totals de les empreses i entitats governamentals tribals superant els mil milions de dòlars.
La nació ha contribuït a elevar la renda per capita del comtat de Bryan al voltant de 24.000 dòlars. La Nació Choctaw ha ajudat a construir sistema d'aigua i torres, carreteres i altres infraestructures, i ha contribuït a fer estacions de bombers addicionals, unitats mèdiques d'emergència i lleis de protecció necessàries per al creixement econòmic.
La Nació Choctaw gestiona diversos tipus d'empreses. Té set casinos, 14 tendes de fum tribals, i 13 aparcaments de caravanes. També posseeix un impremta, una empresa de test de drogues, cures pal·liatives, una fàbrica de metall, còpia de seguretat de documents i arxius, i una empresa de gestió de serveis que proporciona personal en bases militars, ambaixades i altres llocs, entre altres empreses.

## Història

### Tractat de Dancing Rabbit Creek (1830)

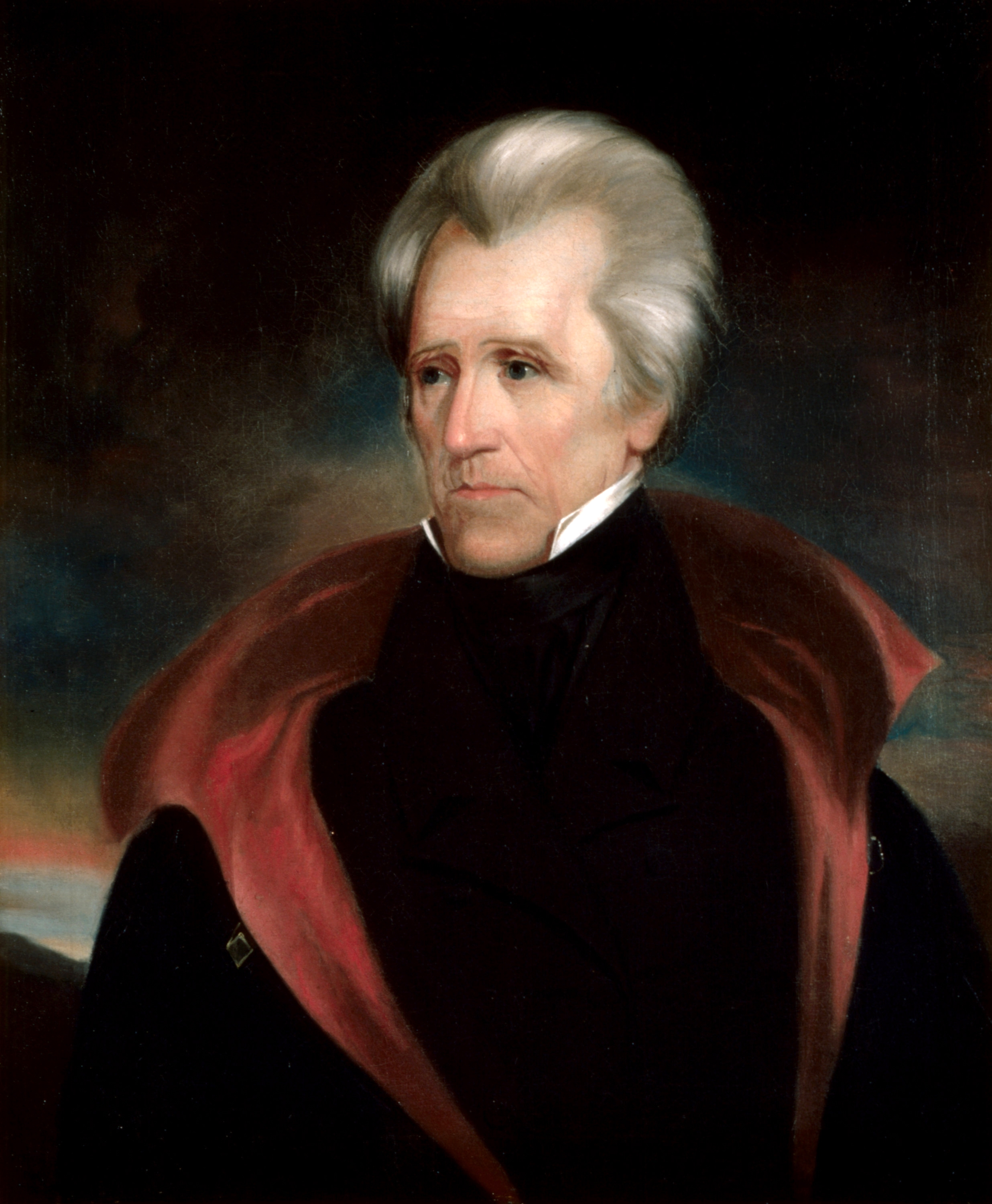
Andrew Jackson.

A petició d'Andrew Jackson el Congrés dels Estats Units va obrir un fort debat sobre la Llei de Deportació Índia. Al final la llei fou aprovada, però la votació fou molt ajustada. El Senat va aprovar la mesura per 28 a 19, mentre que en el Congrés fou aprovada per 102 a 97. Jackson signà la llei el 30 de juny de 1830, i posà l'enfocament sobre els choctaw al Territori del Mississippi.
El 25 d'agost de 1830 els choctaws s'havien de reunir amb Andrew Jackson a Franklin (Tennessee), però Greenwood Leflore, un cap de districte choctaw, informà al Secretari de Guerra John H. Eaton que els guerrers eren totalment contraris a atendre'l. El president Jackson es va enfurismar. El periodista Len Green va escriure "tot i enfadat per la negativa choctaw reunir-se amb ell a Tennessee, Jackson sentia per les paraules de Leflore que podria tenir un peu a la porta i va enviar al secretari de Guerra Eaton i John Coffee per reunir-se amb els choctaw en la seva nació." Jackson nomenà Eaton i el general John Coffee com a comissionats per representar-lo en la trobada amb els choctaws a Dancing Rabbit Creek vora l'actual comtat de Noxubee (Mississippi).
| « | Digueu-los com amics i germans que escoltin [a] la veu del seu pare, i amic. Quan [ells] són ara, ells i els meus nens blancs són massa a prop els uns dels altres per viure en harmonia i pau ... Són els seus germans blancs i els meus desitjos perquè puguin traslladar-se més enllà del Mississippi, que [conté] el [millor] assessorament tant als choctaw i chickasaws, la felicitat ... sens dubte serà promogut per l'eliminació de ... No ... els seus fills puguin viure en [com] Mentre creix l'herba o l'aigua corre ... serà la seva per sempre ... i tots els que desitgin romandre com a ciutadans [tindran] reserves disposades per cobrir [llurs] necessitats; i la justícia deguda [d'un] pare als seus fills roigs [s'atorgarà a] ells. [Un altre cop] T'ho prego, els dic que escoltis. [El pla proposat] és l'únic pel qual [poden ser] perpetuar com a nació ... Jo sóc molt respectuós amic teu, i amic dels meus germans choctaw i chickasaw. Andrew Jackson. -Andrew Jackson a les Nacions Choctaw i Chickasaw, 1829. | » |

Els comissionats es trobaren amb els caps i líders el 15 de setembre de 1830 a Dancing Rabbit Creek. En una atmosfera com de carnaval, la política de deportació es va explicar davant d'una audiència de 6.000 homes, dones i nens. Els Choctaws ara s'enfrontarien a la migració o sotmetre's a la llei dels Estats Units com a ciutadans. El tractat suposaria cedir el territori tradicional restant als Estats Units; però, una disposició en el tractat va fer que el trasllat fos més acceptable.
| « | ART. XIV. Cada cap choctaw d'una família desitjós de romandre i esdevenir ciutadà dels Estats Units, se li permetrà fer-ho, pel que significa la seva intenció a l'Agent dins dels sis mesos a partir de la ratificació d'aquest Tractat, i ell o ella després tindrà dret a una reserva d'una secció de sis-cents quaranta acres de terra ...-Tractat de Dancing Rabbit Creek, 1830 | » |

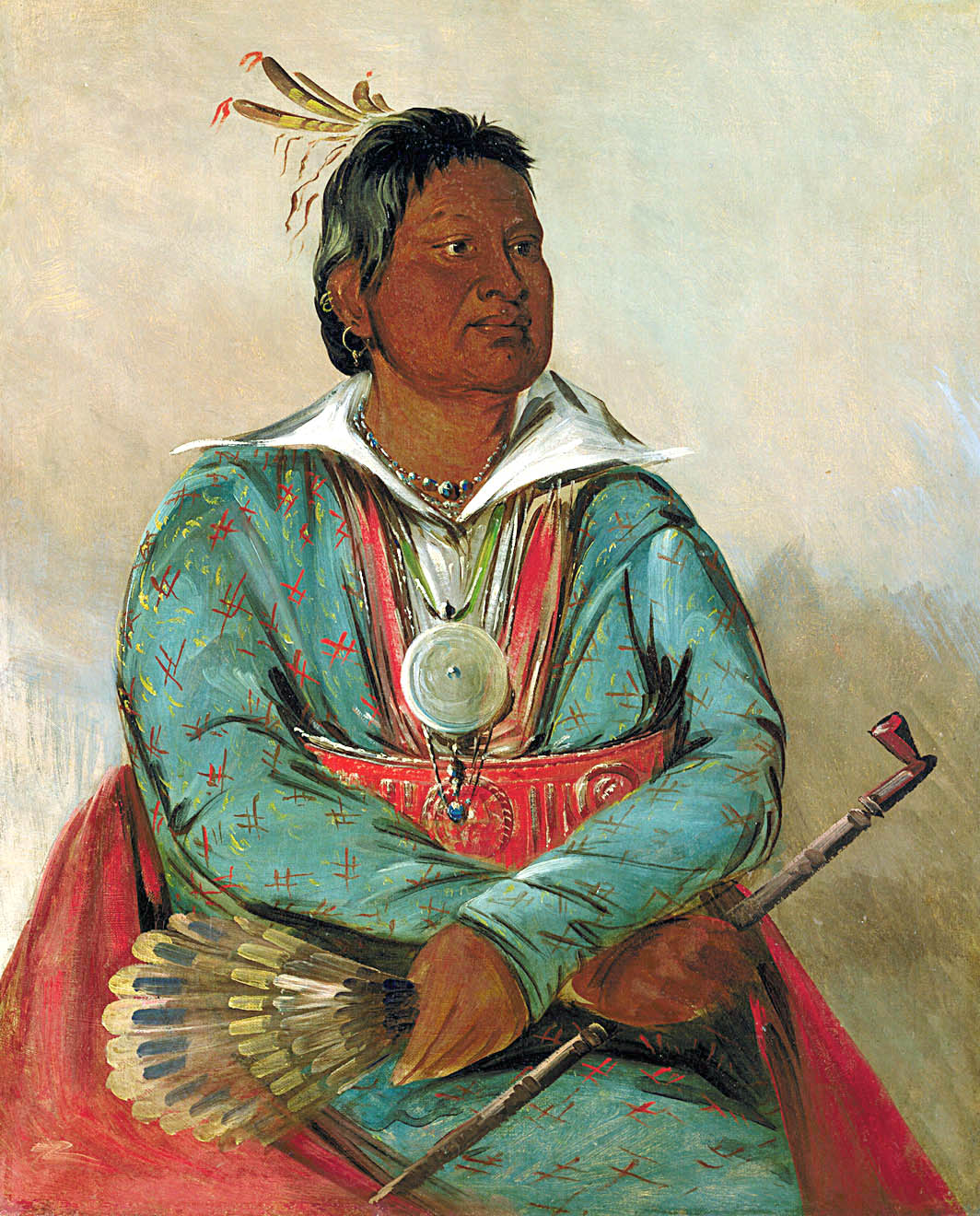
En 1830 Mosholatubbee va intentar ser elegit al Congrés dels Estats Units. 1834, Smithsonian American Art Museum

El 27 de setembre de 1830 es va signar el Tractat de Dancing Rabbit Creek. Va representar una de les transferències de terra més grans que va ser signat entre el Govern dels Estats Units i els nadius americans sense ser instigat per la guerra. Pel tractat, els choctaw abandonaven les seves terres tradicionals que els quedaven, obrint-les a l'assentament euroamericà. El choctaw van ser els primers a recórrer el Camí de les Llàgrimes. L'article 14 permetia a gairebé 1.300 choctaws romandre en l'estat de Mississippi i esdevenir el primer grup ètnic no europeu important en esdevenir ciutadans nord-americans. L'article 22 preveia enviar un representant choctaw a la Cambra de Representants dels Estats Units.
En aquest moment crucial els choctaw es van dividir en dos grups diferents: la Nació Choctaw d'Oklahoma i la Banda Mississippi d'indis choctaw. La nació conserva la seva autonomia, però la tribu a Mississippi era sotmesa a les lleis estatals i federals.
| « | Als votants de Mississippi. Conciutadans:-He lluitat per a vosaltres, he estat pel vostre propi acte, fet un ciutadà del vostre estat; ... D'acord amb les vostres lleis sóc un ciutadà americà, ... sempre he lluitat al costat d'aquesta república ... M'han dit els meus germans blancs que la ploma de la història és imparcial, i que després d'anys, els nostres tristos parents tindran justícia i la "misericòrdia també" ... m'agradaria que m'elegíssiu membre per al proper Congrés dels [Estats] Units.-Mushulatubba, Christian Mirror and N.H. Observer, July 1830. | » |

### Ajuda a la Gran Fam Irlandesa (1847)

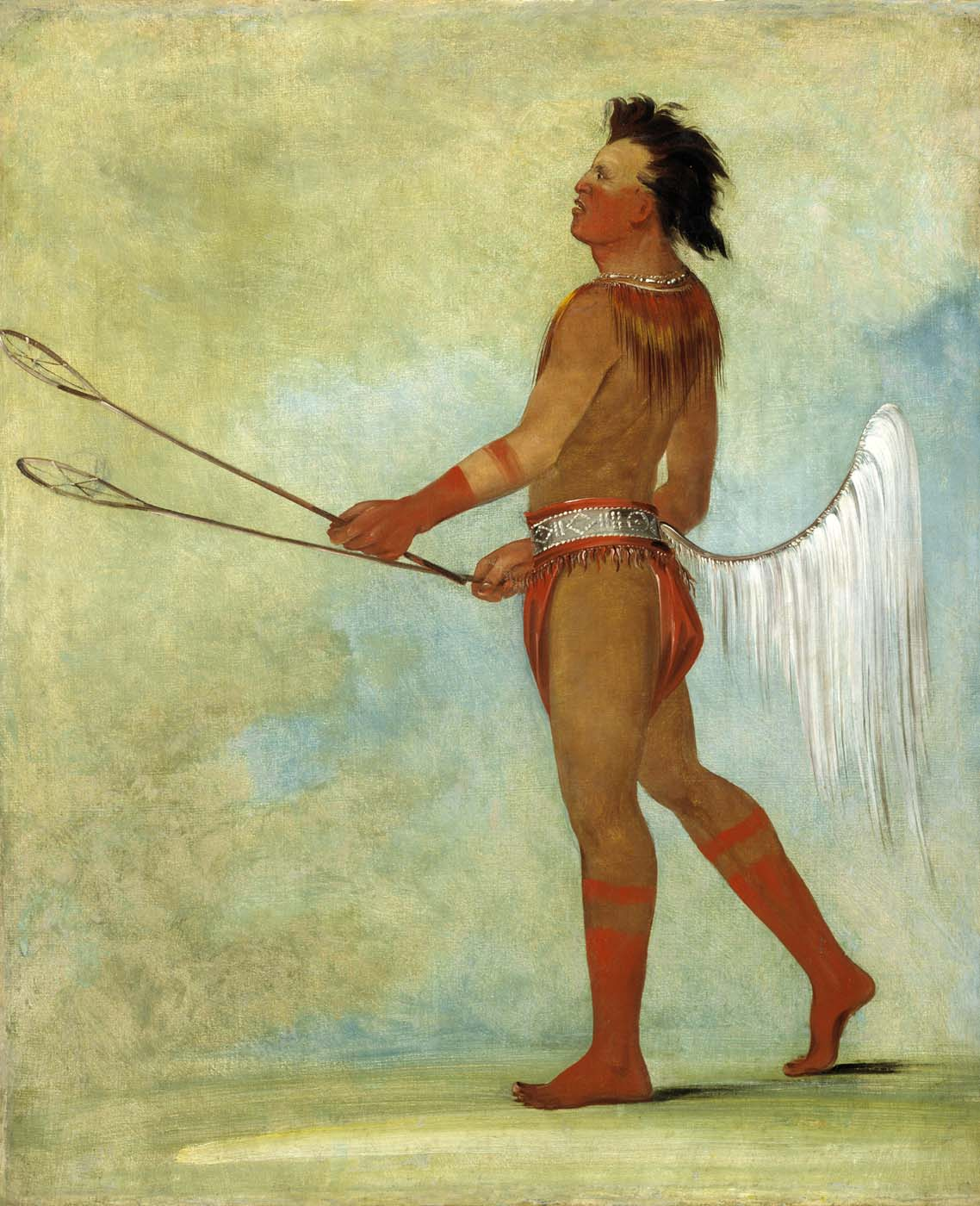
Jugador de pilota choctaw, pintat per George Catlin, 1834

Enmig de la Gran fam irlandesa (1845-1849), un grup de Choctaws van recaptar 710 dòlars (encara que molts articles diuen que la quantitat original era 170 $ després d'un error d'impremta en el llibre d'Angie Debo The Rise and Fall of the Choctaw Republic) i el van enviar per ajudar els famèlics irlandesos. "Havien passat gairebé 16 anys des que el poble Choctaw havien experimentat el Camí de les Llàgrimes, i s'havien enfrontat a la inanició ... Va ser un gest increïble. Segons els estàndards d'avui dia, podria ser un milió de dòlars," segons Judy Allen, editor del diari de la Nació Choctaw d'Oklahoma Bishinik. El diari s'edita a seu de la tribu Choctaw d'Oklahoma, Durant, Oklahoma. Per commemorar el 150 aniversari, vuit irlandesos van recórrer el Camí de les Llàgrimes.
Ferguson afirma, "1903 MISS: Tres-cents Choctaws de Mississippi van ser persuadits per traslladar-se a la Nació [a Oklahoma]."

### Transició territorial a l'Estat (1900)
A principis del segle XX els choctaw havien perdut gran part de la seva sobirania i dels drets tribals en la preparació perquè el territori indi esdevingués part de l'estat d'Oklahoma el 1907. La Comissió Dawes va registrar els membres de les tribus en registres oficials, i va repartir les terres en assignacions individuals.

### Pioners en l'ús dels missatges xifrats (1918)
Durant la Primera Guerra Mundial l'exèrcit nord-americà que lluitava a França fou obstaculitzat per la capacitat dels alemanys en interceptar les seves comunicacions. El que era pitjor, després d'interceptar-les els alemanys també van ser capaços de desxifrar els codis, llegir secrets dels nord-americans i conèixer per endavant cada moviment seu.
Uns choctaws que prestaven servei en el 142è d'infanteria van tenir una idea: l'ús de la seva llengua materna, el choctaw, per transmetre secrets militars. La seva tàctica va tenir un gran èxit, i gairebé immediatament contribuí a un canvi de papers al front Muse-Argonne. Els oficials alemanys capturats van dir que estaven confosos per les paraules choctaw, que eren totalment incapaços de traduir. Els historiadors atribueixen a aquests soldats l'ajut a una conclusió més ràpida de la Primera Guerra Mundial.
Hi havia catorze Choctaw Code Talkers. El seu èxit va ser emulat durant la Segona Guerra Mundial, aquesta vegada per part de soldats de diverses tribus d'indis americans. Col·lectivament aquests indis són coneguts com a xifradors o code tolkers.

### Autodeterminació (1970-)

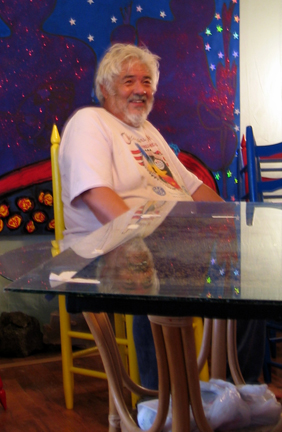
Ron Anderson, artista, pintor i escultor choctaw-chickasaw d'Oklahoma

La dècada de 1970 va ser crucial i definitòria per als choctaw. En gran manera, els choctaws van repudiar l'activisme indi més extrem. Buscaven una solució de base local per reclamar la seva identitat cultural i la sobirania com a nació.
El 24 d'agost de 1970, tot just unes hores abans que es convertís en llei, Richard Nixon signà un projecte de llei que derogava la Llei de Termination de 1959. Això va esperonar a alguns choctaw d'Oklahoma a encapçalar una moviment de base per canviar la direcció del govern tribal. El 1971 el choctaws va celebrar la seva primera elecció popular d'un cap des que Oklahoma va entrar a la Unió el 1907.
Un grup autodenominat Consell dels Choctaws d'Oklahoma City va escollir com a cap David Gardner (31 anys) en oposició a l'actual cap, Harry Belvin (71 anys). Gardner va fer campanya en una plataforma de més responsabilitat financera, augment dels beneficis educatius, creació d'un diari tribal, i augment de les oportunitats econòmiques per al poble choctaw. Enmig d'acusacions de frau i de regles relatives als canvis d'edat, Gardner va ser declarat inelegible per funcionar, ja que no complia amb el nou requisit de l'edat mínima de trenta-cinc. Belvin va ser reelegit per a un mandat de quatre anys com a cap.
A tribus natives americanes com els choctaws se'ls va concedir el poder de negociar i contractar directament serveis, així com determinar quins serveis són en el millor interès del seu poble. Durant el mandat de Gardner com a cap es va establir el diari tribal Hello Choctaw. Juntament amb creeks i cherokees, choctaws demandaren amb èxit als governs federal i estatal sobre els drets del llit del riu del riu Arkansas.
Les converses es van iniciar en la qüestió de la redacció i adopció d'una nova Constitució per al poble choctaw. Un moviment va començar a inscriure oficialment més choctaws, augmentar la participació dels votants, i preservar la llengua choctaw. A principis de 1978 David Gardner va morir de càncer a l'edat de trenta-set anys. Hollis Roberts va ser elegit president en una elecció especial, servint de 1978 a 1997.
En juny de 1978 Bishinik va substituir Hello Choctaw com a diari tribal. Els debats enèrgics sobre una proposta de Constitució divideix als choctaws. Al maig de 1979 es va adoptar una nova constitució per a la nació choctaw.
Davant la terminació com a nació sobirana en 1970, els Choctaw va sorgir una dècada més tard com un govern tribal amb una constitució, un cap d'elecció popular, un diari, les perspectives d'una economia emergent i la infraestructura que servís com a base per a un major empoderament i creixement.

## Caps
Abans que Oklahoma fos admesa com a Estat de la Unió en 1907, la Nació Choctaw fou dividida en tres districtes: Apukshunnubbee, Moshulatubbee, i Pushmataha. Cada districte tenia el seu propi cap de 1834 a 1857; després, els tres districtes van ser posats sota la jurisdicció d'un cap tribal. Després de la condició d'Estat, es van suprimir aquests districtes.

### Districte Apukshunnubbee

#### Durant el trasllat

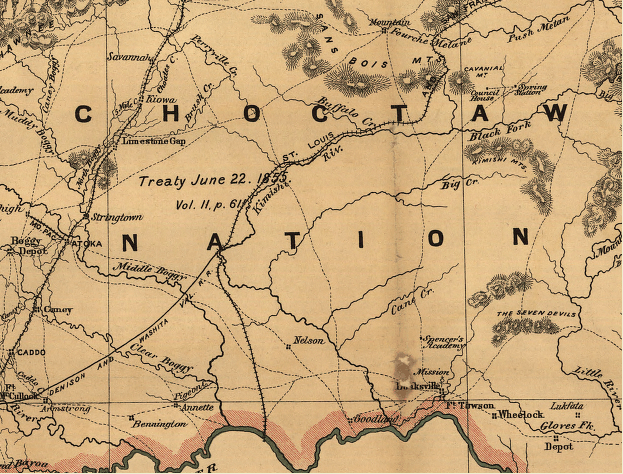
Mapa mostrant la Nació Choctaw en 1887

- Greenwood LeFlore: 1830–1834

#### Territori Indi
- Thomas LeFlore: 1834–1838; 1842–1850
- James Fletcher: 1838–1842
- George W. Harkins: 1850–1857

### Districte Moshulatubbee

#### Durant el trasllat
- Mushulatubbee Amosholi: 1830–1834

#### Territori Indi
- Moshulatubbe Amosholi: 1834–1836
- Joseph Kincaid: 1836–1838
- John McKinney: 1838–1842
- Nathaniel Folsom (choctaw): 1842–1846
- Peter Folsom (choctaw): 1846–1850
- Cornelius McCurtain: 1850–1854
- David McCoy: 1854–1857

### Districte Pushmataha

#### Durant el trasllat
- Nitakechi: 1830–1834

#### Territori Indi
- Nitakechi: 1834–1838
- Pierre Juzan: 1841–1846
- Isaac Folsom: 1841–1846
- Silas Fisher: 1846–1850
- George Folsom: 1850–1854
- David McCoy: 1854–1857

### Després de 1857
- Alfred Wade: 1857–1858
- Tandy Walker: 1858–1859
- Basil LeFlore: 1859–1860
- George Hudson: 1860–1862
- Samuel Garland: 1862–1864
- Peter Pitchlynn: 1864–1866
- Allen Wright: 1866–1870
- William Bryant: 1870–1874
- Coleman Cole: 1874–1878
- Isaac Levi Garvin: 1878–1880
- Jackson F. McCurtain: 1880–1884
- Edmund McCurtain: 1884–1886
- Thompson McKinney: 1886–1888
- Ben Smallwood: 1888–1890
- Wilson N. Jones: 1890–1894
- Jefferson Gardner: 1894–1896
- Green McCurtain: 1896–1900; 1902–1910
- Gilbert Wesley Dukes: 1900–1902
- Victor Locke, Jr.: 1910–1918
- William F. Semple: 1918–1922
- William H. Harrison: 1922–1929
- Ben Dwight: 1929–1937
- William Durant: 1937–1948
- Harry J. W. Belvin: 1948–1975
- Clark David Gardner: 1975–1978
- Hollis E. Roberts: 1978–1997
- Gregory E. Pyle: 1997–2014
- Gary Batton: 2014–Present

## Notables membres tribals

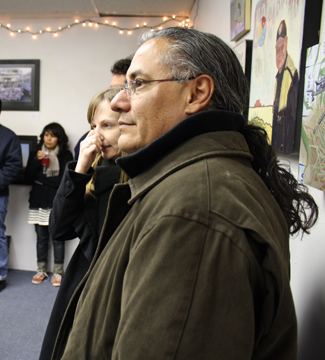
Marcus Amerman, artista de la Nació Choctaw

- Marcus Amerman (b. 1959), artista en vidre i comptes
- Michael Burrage (b. 1950), antic jutge de districte
- Steve Burrage (b. 1952), auditor estatal i inspector d'Oklahoma
- Choctaw Code Talkers, veterans de la Primera Guerra Mundial
- Clarence Carnes (1927–1988), presoner d'Alcatraz
- Tobias William Frazier, Sr. (1892–1975), Choctaw code talker
- Samantha Crain (b. 1986), cantant i músic
- Kalyn Free, fiscal
- Rosella Hightower (1920–2008), prima ballarina
- Phil Lucas (1942–2007), director de cinema
- Green McCurtain (d. 1910), cap al 1902–1910
- Cal McLish (1925–2010), pitxer de la Major League Baseball
- Devon A. Mihesuah (b. 1957), autor, editor, historiador
- Joseph Oklahombi (1895-1960), Choctaw code talker
- Peter Pitchlynn (1806–1881), cap al 1860–1866
- Gregory E. Pyle (b. 1949), antic cap de la Nació Choctaw
- Summer Wesley, fiscal, escriptor i activista
- Wallis Willis, compositor i llibert choctaw
- Scott Aukerman (b. 1970), actor i comediant